# Anton von Codelli

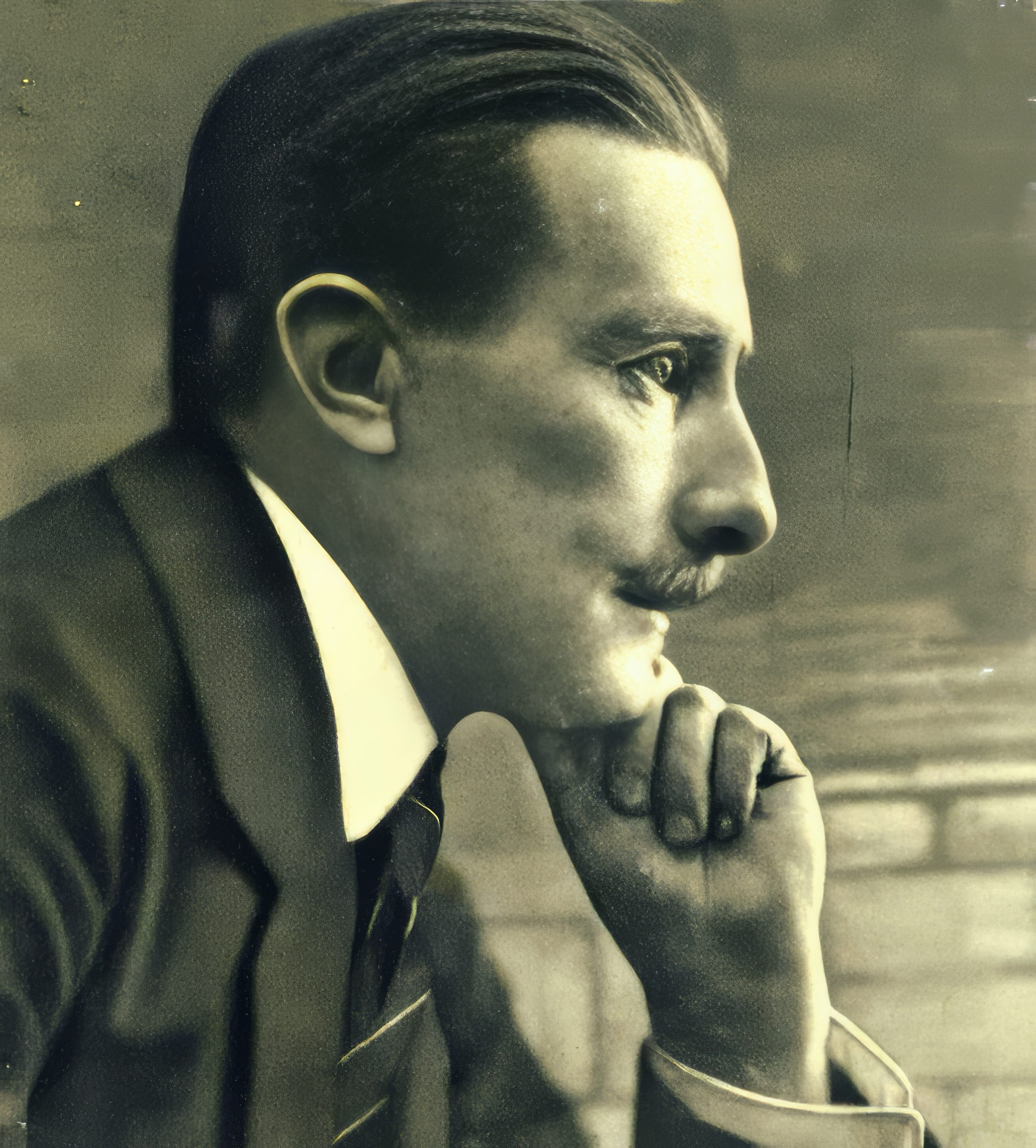
Anton Freiherr Codelli

Anton Freiherr Codelli von Codellisberg, Sterngreif und Fahnenfeld (* 22. März 1875 in Neapel; † 26. April 1954 in Porto Ronco, Tessin) war ein österreichisch-ungarischer Erfinder neapolitanisch-slowenischer Herkunft.
In einem Artikel der Zeitung Nedelja, einem Sonntagsblatt in Ljubljana (Ausgabe 22. Oktober 1989) wird Codelli als eine der sicherlich interessantesten Persönlichkeiten der jüngeren Geschichte Ljubljanas und Sloweniens bezeichnet. Erstmals Aufsehen erregte er im Jahre 1898 mit seinem Automobil, mit dem er auf dem väterlichen Schloss Thurn an der Laibach vorfuhr, das erste in Laibach und in den südöstlichen Regionen des österreichisch-ungarischen Kaiserreiches überhaupt. Den Erwerb der Fahrerlaubnis musste er allerdings 1906 nachholen.

## Abstammung
Codellis Eltern waren Karl von Codelli, Linienschiffsfähnrich in der k. u. k Marine und Rosalie, geb. Freiin von Tauffrer. Das Geschlecht stammte aus Neapel, wo Mitte des 13. Jahrhunderts Martin Codell (Covell) als Offizier unter König Karl von Anjou und später dessen Sohn Laurenz unter Galeazzo Visconti im Mailänder Krieg gegen König Wenzel gedient haben sollen. Codellis Vorfahr Peter heiratete Katharina de Marano, wodurch er in Friaul zu einem ansehnlichen Vermögen gelangte, das es ihm um 1400 ermöglichte, unweit Bergamos das Kastell Lacodelli (Codellisberg) zu erbauen. Über Görz gelangte die Familie nach Krain, wo sie 1688 das dortige Inkolat erwarb und schließlich mit Augustin von Codelli 1749 in den erbländisch-österreichischen Freiherrnstand erhoben wurde.

## Leben

### Ausbildung
Codelli wurde von Hauslehrern erzogen, die ihn neben der italienischen auch in der deutschen und slowenischen Sprache unterwiesen. Über Codellis weitere Ausbildung gibt es viele widersprüchliche Nachrichten. So soll er in Wien Technik studiert und als Maschinenbauingenieur diplomiert haben. Den Lebenserinnerungen (Schreibmaschinenskript, 710 Seiten), die seine Mutter geschrieben hat, ist jedoch zu entnehmen, dass Codelli keine technischen Schulen besucht und sich das technische Wissen im Selbststudium angeeignet hat. Nach dem Mittelschulabschluss und längerer Dienstzeit in der k. u. k. Marine schrieb er sich zwar in der Universität zu Wien ein, um Jura zu studieren, doch dieses Studium brach er alsbald ab und absolvierte 1906 – seinen Neigungen folgend – bei Telefunken in Berlin einen sechsmonatigen Fachkursus.

### Erfindungen
Sein Erfinderdrang erstreckte sich auf zahlreiche Bereiche. Der größte Teil seiner Erfindungen sollte militärischen Zwecken dienen. Viel Zeit widmete er dem Automobilwesen. Im Jahre 1906 plante er den Rotations-Explosions-Motor. Im Jahre 1910 skizzierte er den Plan für ein riesiges, mehrere hundert Passagiere fassendes Luftfahrzeug aus einer Stahlblechummantelung, gefüllt mit Sauerstoff. Den größten Erfolg hatte er auf dem Gebiet der Radiotelegraphie. Bereits 1907 beauftragte ihn die k. u. k. Marine, die drahtlose Kommunikation von Schiff zu Schiff und später auch von dort zur Befehlszentrale in Wien einzuführen. Die – für jene Zeiten – bemerkenswerteste Erfindung war aber sicherlich das optisch-mechanische Fernsehen, das er – als erster „Jugoslawe“ – am 7. Juni 1929 in Belgrad und bis zum Jahre 1933 in 11 weiteren Ländern in Europa sowie auch in den USA patentieren ließ. Bis es so weit war, arbeitete er ständig an Verbesserungen des Systems. Im Jahre 1929 führte Telefunken in Berlin erste Versuche mit Codellis Apparatur durch. Er bot seine Erfindung auch dem Multimillionär Morgan in den USA an. Doch dort entwickelte die Gesellschaft RCA bereits seit 1930 das elektronische Fernsehen. Dadurch geriet Codellis Erfindung bald in Vergessenheit.

### In deutschen Diensten
Aufgrund seiner Erfindungen wurde man auch in Deutschland auf Codelli aufmerksam. Er erhielt den Auftrag, in Togo eine Radiostation aufzubauen, die die deutschen Kolonien in Ostafrika mit Europa sowie die deutschen Kriegsschiffe im Südatlantik verbinden sollte. Die Arbeiten dafür begannen im Jahre 1911. Zwei Jahre später gelang es ihm, sein Radiosystem mit dem bestehenden Telefonsystem zu verbinden. Schon 1914 standen beim Ort Kamina ein leistungsfähiges Elektrizitätswerk und drei 75 m und sechs 120 m hohe Antennentürme der Funkstation Kamina. Ferner ließ er eine 7 km lange Behelfsbahn vom Zentralbahnhof Atakpamé bis zur Baustelle bei Kamina legen. Alle Anlagen, eine Meisterleistung für die damalige Zeit, wurden zu Beginn des Krieges allerdings vernichtet, damit sie nicht in Feindeshand fielen. Während der Bauzeit begleitete Codelli häufig den Gouverneur der Kolonie, den Herzog von Mecklenburg bei seinen Reisen durch noch unerforschte Teile Togos. Codelli geriet in französische Gefangenschaft, aus der er jedoch fliehen konnte. Im Jahre 1920 gelangte er über Tschechien und Österreich zurück nach Laibach. (Nach anderen aus der Internierung in der Schweiz bereits 1919). In der Zeit zwischen den Kriegen widmete er sich bis Mitte der dreißiger Jahre überwiegend der Verbesserung seines Fernsehsystems.

## Familie
Codelli soll viermal verheiratet gewesen sein. Jedoch nur drei Heiraten sind belegt; alle drei sind gescheitert.
Aus erster Ehe (Görz 1900) mit seiner Cousine Maria Concha von Codelli sind zwei Töchter, Maria Carmen und Liselotte sowie der Sohn Karl Anton hervorgegangen. Dieser kam 1921 auf tragische Weise ums Leben.
Kurzfristig aus Afrika angereist heiratete Codelli am 21. Januar 1914 in Wien Valentina (Nina) Marie Freiin Mladota von Solopisk (1891–1984). Das einzige Kind aus dieser Verbindung kam während der französischen Gefangenschaft Codellis in Porto Novo zur Welt, der damaligen Hauptstadt in dem Togo benachbarten Dahomey. 1921 wurde die Ehe geschieden.
Aus seiner dritten Ehe 1923 mit Ilona von Drasche-Lazar, die 1935 geschieden wurde, stammte eine Tochter und der Sohn Sixtus. Vater und Sohn überwarfen sich aus politischen Gründen. Codelli war ein entschiedener Gegner Hitlers und verweigerte während des Krieges jegliche Zusammenarbeit mit den deutschen Besatzern. Sixtus dagegen war schon vor dem Krieg ein begeisterter Anhänger des Nationalsozialismus gewesen. Sixtus’ Schicksal ist ungeklärt. Die einen behaupten, er sei als Freiwilliger schon zu Beginn des Krieges an der Ostfront gefallen, andere wollen ihn noch 1944 in deutscher Offiziersuniform in einem Café in Ljubljana gesehen haben; andere wiederum glauben zu wissen, dass er nach Kriegsende in Belgrad hingerichtet wurde.

## Besitz in Krain

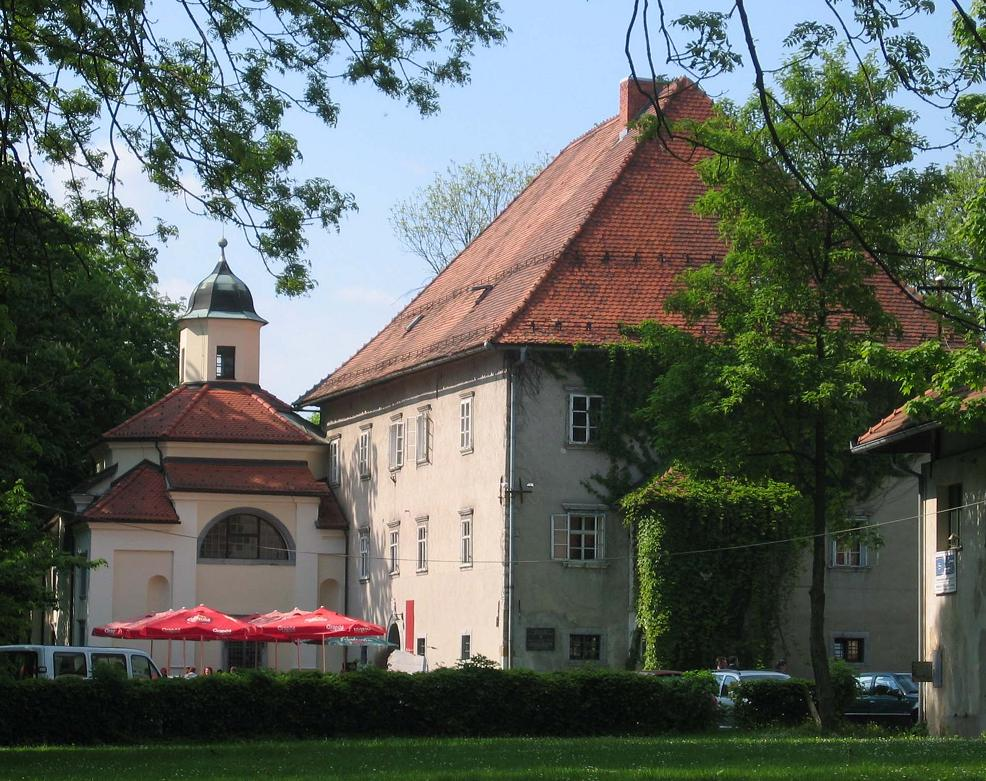
Thurn an der Laibach

- Thurn an der Laibach (Turn ob Ljubljanici)